# Hypomecis punctinalis
Boarmie pointillée
Espèce
Hypomecis punctinalis, la Boarmie pointillée, est une espèce de lépidoptères (papillons) de la famille des Geometridae, de la sous-famille des Ennominae.
Les chenilles se nourrissent sur des Betula, Tilia, Quercus, Populus, Salix, Prunus spinosa.

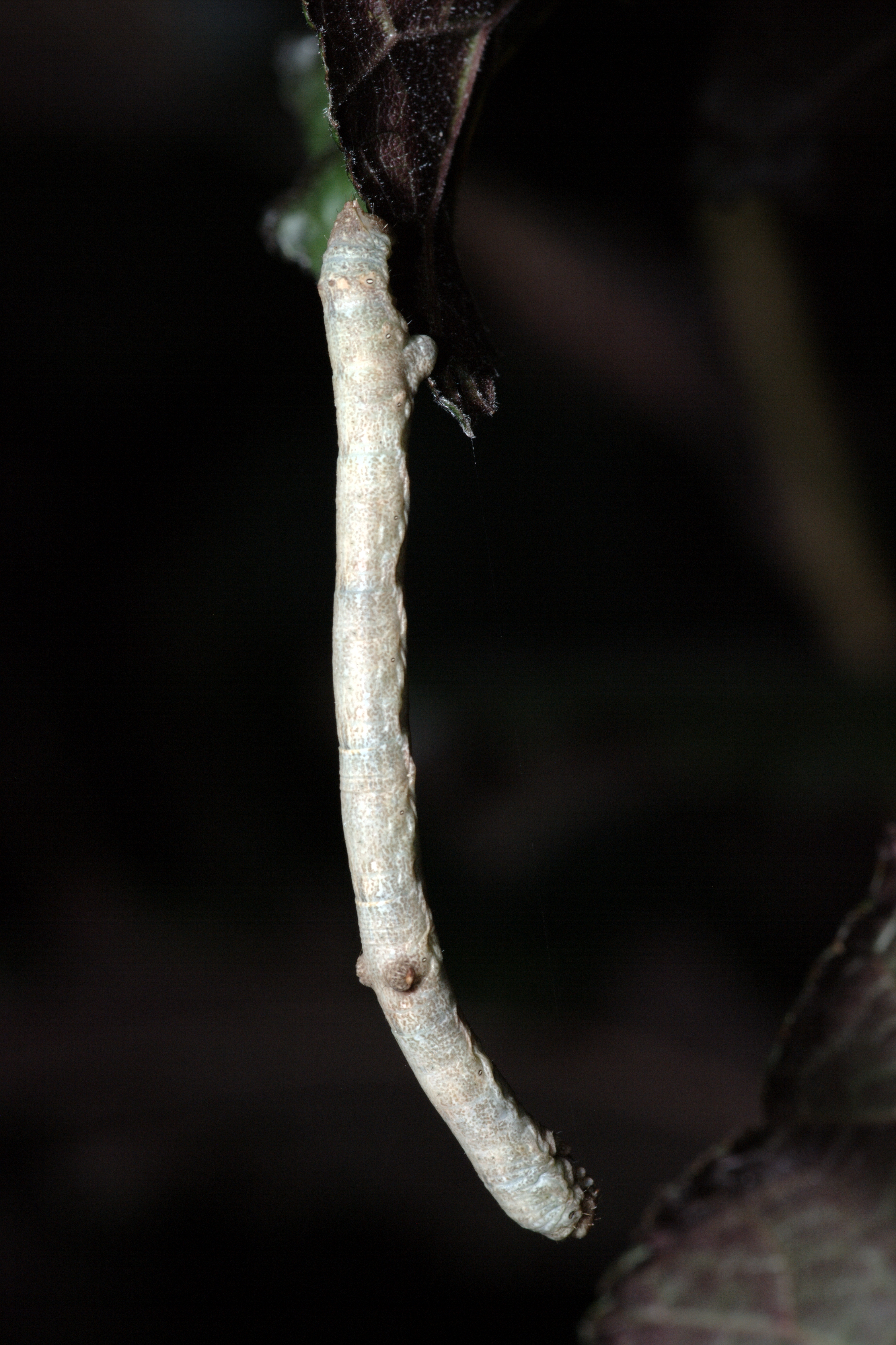
Une chenille en sortie nocturne pour s'alimenter dans un Corylus maxima purpurea.